# باشگاه فوتبال وسترن یونایتد
باشگاه فوتبال وسترن یونایتد (به انگلیسی: Western United Football Club) یک باشگاه فوتبال حرفه‌ای استرالیایی است. این باشگاه در حومه غربی ملبورن، تروگانینا مستقر است. این باشگاه با هدف نمایندگی غرب ویکتوریا، شامل حومه غربی ملبورن؛ شهرهای منطقه‌ای بلرت، بندیگو، و جیلان؛ و شهرهای منطقه‌ای و کشوری در غرب ویکتوریا تأسیس شده‌است.
این باشگاه از سه ورزشگاه خانگی استفاده می‌کند که بزرگترین آن‌ها ورزشگاه مستطیلی ملبورن است. این باشگاه در سال ۲۰۱۸ تأسیس شده‌است و هم‌اکنون در ای-لیگ استرالیا رقابت می‌کند.

## افتخارات

### داخلی

#### ای-لیگ
- ای-لیگ

قهرمان (۱): ۲۰۲۲